# Walentin Krawczenko
Walentin Aleksandrowicz Krawczenko (ros. Валентин Александрович Кравченко, ur. 1906 w guberni połtawskiej, zm. 18 czerwca 1956 w Moskwie) – funkcjonariusz radzieckich organów bezpieczeństwa, generał major.

## Życiorys
Ukrainiec, 1918 skończył szkołę miejską, 1928-1930 członek Komsomołu, tokarz w fabryce wagonów, od września 1925 w RKP(b)/WKP(b). Od września 1929 do lipca 1933 studiował w Instytucie Łączności w Odessie, na którym później był doktorantem i dziekanem, od października 1937 do 1 września 1938 funkcjonariusz Głównego Zarządu Bezpieczeństwa Państwowego, od 1 września 1938 do 14 listopada 1939 funkcjonariusz Wydziału 2 Specjalnego NKWD ZSRR. Od 14 listopada 1939 major bezpieczeństwa państwowego, szef Głównego Biura Technicznego NKWD ZSRR, od 31 lipca 1941 do 8 kwietnia 1947 szef Wydziału 4 Specjalnego NKWD/MWD ZSRR, 14 lutego 1943 awansowany na komisarza bezpieczeństwa państwowego, a 9 lipca 1945 na generała majora. Od 14 marca 1947 do stycznia 1948 zastępca przewodniczącego Komitetu ds. Wynalazków i Odkryć przy Radzie Ministrów ZSRR, od 16 stycznia 1948 do 3 maja 1949 szef Grupy Kontroli i Zadań Specjalnych przy MWD ZSRR, od 3 maja 1949 do marca 1953 szef Wydziału 4 Specjalnego MWD ZSRR, 20 marca do 14 lipca 1953 szef Wydziału 5 Specjalnego MWD ZSRR, od 16 listopada 1953 do śmierci szef Zarządu Budownictwa nr 304 Poprawczego Obozu Pracy MWD.

## Odznaczenia
- Order Czerwonego Sztandaru (20 września 1943)
- Order Bohdana Chmielnickiego II klasy (20 października 1944)
- Order Czerwonego Sztandaru Pracy
- Order Wojny Ojczyźnianej I klasy (10 lipca 1946)
- Order Czerwonej Gwiazdy
- Order „Znak Honoru”

i 6 medali.